# بابی (فیلم ۲۰۰۶)
بابی (انگلیسی: Bobby) فیلمی در ژانر درام به کارگردانی امیلیو استوس است که در سال ۲۰۰۶ منتشر شد.

## بازیگران
- هری بلافونته
- نیک کانن
- امیلیو استوس
- لارنس فیشبرن
- هدر گراهام
- آنتونی هاپکینز
- هلن هانت
- جاشوا جکسون
- دیوید کرامهولتز
- اشتون کوچر
- شایا لباف
- لیندزی لوهان
- ویلیام اچ میسی
- برایان گراتی
- سوتلانا متکینا
- دمی مور
- فردی رودریگز
- مارتین شین
- کریستین اسلیتر
- شارون استون
- مری الیزابت وینستد
- الیجا وود
- جیکوب بارگاس
- جوی برایانت
- کیپ پاردیو
- رابرت اف. کندی
- مایکل بوون
- اسکوت مک‌نری